# Qiqihar
Qiqihar (in cinese 齐齐哈尔; in pinyin Qíqíhār; in mancese Cicigar hoton) è una città della Cina nella provincia del Heilongjiang.

## Storia
Qiqihar è una delle più storiche città della Cina nord-orientale; fu infatti fondata nel 1691.
Dal 1931 al 1945 fu importante base dell'esercito giapponese.

## Suddivisioni
- Distretto di Longsha
- Distretto di Jianhua
- Distretto di Tiefeng
- Distretto di Ang'angxi
- Distretto di Fularji
- Distretto di Nianzishan
- Distretto daur di Meilisi
- Nehe
- Contea di Longjiang
- Contea di Yi'an
- Contea di Tailai
- Contea di Gannan
- Contea di Fuyu
- Contea di Keshan
- Contea di Kedong
- Contea di Baiquan